# Ребковец, Иван Григорьевич
Иван Григорьевич Ребковец (бел. Іван Рыгоравіч Рабкавец; род. 6 июля 1974, Лунинец, Лунинецкий район, Брестская область, Белорусская ССР, СССР) — белорусский государственный деятель.

## Биография
Родился 6 июля 1974 года в Лунинце.
В 2007 году окончил Полесский государственный университет по специальности экономист-менеджер, в 2016 — Академию управления при Президенте Республики Беларусь — специалист в области государственного управления.
С 2001 по 2002 годы работал мастером РУДТП «Автобусный парк № 3 г. Пинска РУТП «Брестгрузавтосервис», с 2002 по 2005 годы – председатель профсоюзного комитета РУДТП «Автобусный парк № 3 г. Пинска», с 2005 по 2009 годы начальник авторемонтных мастерских, главный инженер РУДТП «Автобусный парк № 3 г. Пинска».
С 2009 по 2016 годы работал главным инженером, исполняющим обязанности директора, директором ОАО «Пинский автобусный парк».
По итогам работы в 2009 и 2014 годах был признан «Человеком года» в области транспорта и связи.
В 2010 и 2014 годах влялся депутатом Пинского городского Совета депутатов двадцать шестого и двадцать седьмого созывов.
Является депутатом Палаты представителей Национального собрания Беларуси VI созыва. Округ: Пинский сельский № 15. Число избирателей: 66741. Являлся членом постоянной комиссии по промышленности, топливно-энергетическому комплексу, транспорту и связи. Отвечал за следующие законопроекты:
- «О внесении дополнений и изменений в Закон Республики Беларусь «Об автомобильном транспорте и автомобильных перевозках»;
- «О внесении изменений и дополнений в Закон Республики Беларусь «О транспортно-экспедиционной деятельности»[8].

31 августа 2018 года Совет министров Республики Беларусь назначил Ивана Ребковеца Заместителем Министра транспорта и коммуникаций. В этой должности он проработал до 16 ноября 2018 года.
После чего, 13 ноября 2018 года, Президент Республики Беларусь Александр Лукашенко дал согласие на назначение Ивана Ребковеца Председателем Пинского городского исполнительного комитета. 16 ноября Председатель Брестского областного исполнительного комитета Анатолий Лис назначил его на эту должность. 19 ноября депутаты Пинского городского совета утвердили Ивана Ребковеца в должности Председателя Пинского городского исполнительного комитета.

## Личная жизнь
Женат, воспитывает двух дочерей.